# William Marsh (szermierz)
William Walter Marsh (ur. 29 marca 1877 w Twyford, zm. 12 lutego 1959 w Hastings) – brytyjski szermierz, członek brytyjskiej drużyny olimpijskiej w 1908, 1912, 1920 oraz 1924 roku.
W 1936 został komandorem Orderu Imperium Brytyjskiego.